# Alicia Sacramone

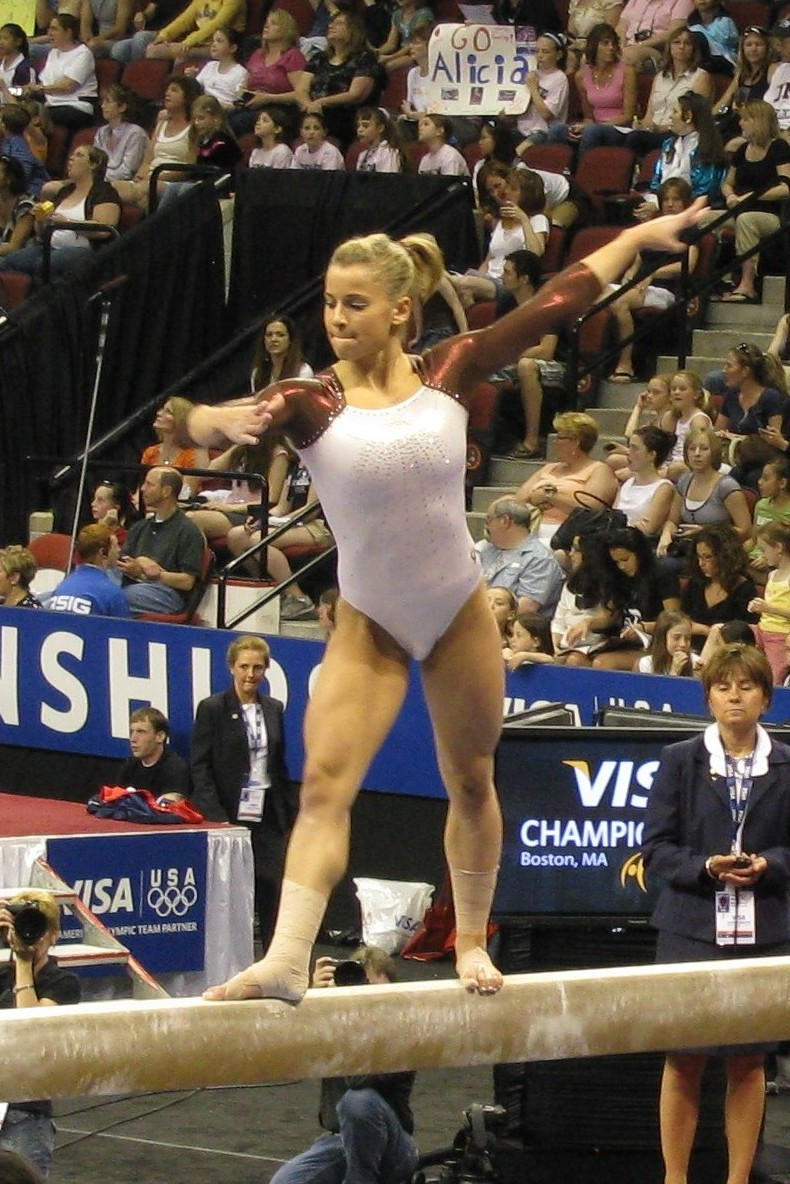
Alicia Marie Sacramone

Alicia Marie Sacramone (ur. 3 grudnia 1987 w Bostonie w Massachusetts), amerykańska gimnastyczka, wicemistrzyni olimpijska w wieloboju drużynowym.

## Wczesna kariera
W wieku trzech lat zaczęła uczęszczać na zajęcia taneczne, a pięć lat później, w 1996 roku, rozpoczęła trening gimnastyczny. Rozwojem jej kariery zajęli się rumuńscy trenerzy Mikhai i Silvia Brestyan.
W 2002 roku uzyskała kwalifikację do klasy mistrzowskiej (elite). W tym samym roku wzięła udział w Krajowych Mistrzostwach USA, na których zajęła 7. miejsce w ćwiczeniach na równoważni. Rok później zdobyła z kolei brązowy medal w ćwiczeniach wolnych.

## Kariera seniorska
W 2004 roku w Mistrzostwach Pacyfiku na Hawajach zdobyła dwa złote medale, w wieloboju drużynowym i w skoku. 
Dobre występy Sacramone przykuły uwagę mediów. Coraz prawdopodobniejszy stawał się jej występ na Igrzyskach Olimpijskich w Atenach.
Jednakże nie uzyskała kwalifikacji olimpijskiej. Mimo tego, że zdobyła srebrny medal w skoku, w ogólnej punktacji zajęła 19. miejsce, co nie dało jej awansu.
W 2004 roku jako członkini reprezentacji narodowej wzięła udział w Indywidualnych Mistrzostwach Ameryki. Zdobyła złoty medal w skoku i zajęła 4. miejsce w ćwiczeniach wolnych. W finałach Mistrzostw Świata w Birmingham (Anglia), Sacramone ponownie przykuła uwagę mediów, kiedy to zajęła 1. miejsce w skoku.
W 2005 roku w Krajowych Mistrzostwach USA zdobyła dwa tytuły, w skoku i w ćwiczeniach wolnych. Uzyskała również brązowy medal w ćwiczeniach na równoważni. W tym samym roku na Mistrzostwach Świata w Melbourne (Australia) wygrała konkurencję ćwiczeń wolnych i zajęła 3. miejsce w skoku.
W 2006 roku zdobyła dwa złote medale na Mistrzostwach Krajowych. Sukcesem zakończył się także start na Mistrzostwach Świata, gdzie Sacramone zdobyła dwa srebrne medale - w skoku oraz w konkurencji drużynowej.
Rok 2007 przyniósł kolejne trzy medale Mistrzostw Krajowych. Były to: złoto w skoku oraz dwa brązy, w ćwiczeniach na równoważni i ćwiczeniach wolnych. W tym samym roku, na Mistrzostwach Świata w Stuttgarcie (Niemcy), zdobyła złoty medal w wieloboju drużynowym, srebrny w ćwiczeniach wolnych i brązowy w skoku.
W 2008 roku na Krajowych Mistrzostwach zdobyła złoty medal w skoku, srebrny w ćwiczeniach wolnych i brązowy na równoważni. W tym samym roku w kwalifikacjach olimpijskich w Filadelfii zajęła 1. miejsce w skoku oraz dwa 5. - w ćwiczeniach wolnych i na równoważni. Zakwalifikowała się na Igrzyska Olimpijskie w Pekinie.
Podczas olimpijskich startów zdobyła wraz z koleżankami srebrny medal w wieloboju drużynowym. Zajęła również 4. miejsce w skoku. Po powrocie do Stanów Zjednoczonych ogłosiła, że kończy karierę sportową.
W 2009 roku postanowiła jednak znów podjąć treningi, początkowo skupiając się na skoku oraz na ćwiczeniach na równoważni. W lipcu 2010 roku wystartowała w zawodach Covergirl Classic, gdzie zajęła 1. miejsca w obu powyższych konkurencjach. Miesiąc później w Mistrzostwach Krajowych USA zajęła 1. miejsce w skoku i 2. na równoważni.
Na Mistrzostwach Świata w Rotterdamie Sacramone zdobyła srebrny medal w wieloboju drużynowym, złoty w skoku, a ponadto zajęła 5. miejsce w finale ćwiczeń na równoważni.
Od 2011 roku planuje wrócić do startów w ćwiczeniach wolnych.